# Wise megye (Virginia)
Wise megye az Amerikai Egyesült Államokban, azon belül Virginia államban található. Megyeszékhelye Wise. Lakosainak száma 36 130 fő (2020. április 1.). Wise megye Pike, Letcher, Dickenson, Russell, Scott, Lee, Harlan és Norton megyékkel határos.

## Népesség
A megye népességének változása:
| Lakosok száma | 41 567 | 41 340 | 40 818 | 40 589 | 39 718 | 36 130 |
|               | 2010   | 2011   | 2012   | 2013   | 2015   | 2020   |